# 라오스검은숲전갈
라오스검은숲전갈(Laos black forest scorpion)의 학명은 헤테로메트루스 라오티쿠스(Heterometrus laoticus)이며, 베트남과 라오스의 토탄 지대에 서식하는 전갈이다. 크기는 12cm까지 자란다. 같은 종의 개체가 집단으로 모여있기도 하나, 같은 종끼리 잡아먹는 일도 있으며, 때로는 같은 종에게도 매우 공격적으로 반응한다.